# Margarete von Trotha
Margarete von Trotha (12 de mayo de 1907-25 de julio de 1995) fue una economista que tomó parte en la resistencia alemana al nazismo como miembro del Círculo de Kreisau.

## Biografía
Margarete von Trotha fue hija de Emil Bartelt, primer alcalde de Wilhelmshaven, y su mujer Dorothea Bartelt. Quiso estudiar en la universidad pero su padre no la dejó asistir la escuela hasta el Abitur, condición previa para poder estudiar en Alemania. Entonces empezó una formación profesional como maestra de jardín de infancia. A continuación trabajó para un catedrático en una universidad en Berlín y después hizo el Abitur. Estudió Economía Política y terminó sus estudios con un doctorado.
En la universidad conoció a Carl Dietrich von Trotha con quien se casó en 1933. Tuvieron cuatro hijos varones.
A partir de 1938 Margarete von Trotha tomó parte en los encuentros y congresos del Círculo de Kreisau. Participó en la redacción de los memorandos del Círculo de Kreisau y junto con su marido Carl Dietrich von Trotha y su amigo común Horst von Einsiedel, elaboró los conceptos de política económica del Círculo. En el apartamento del matrimonio von Trotha se celebraron muchas reuniones del grupo de trabajo sobre asuntos económicos del Círculo.
A diferencia de muchos de sus compañeros, Margarete y Carl Dietrich von Trotha no fueron detenidos por los nacionalsocialistas.